# Trofeo delle Regioni 2009
L'edizione 2009 del Trofeo delle Regioni di pallavolo e beach volley si è svolta a Lignano Sabbiadoro, in Friuli-Venezia Giulia ed è stata organizzata dal Comitato Regionale Friulano.
Gli incontri di pallavolo si sono svolti in 2 città della provincia: Lignano Sabbiadoro e Latisana. I match di beach volley invece si sono disputati nei campi allestiti nelle spiagge del Lungomare Trieste,nel comune di Lignano Sabbiadoro.

## Risultati
Il torneo di pallavolo maschile è stato vinto dalla rappresentativa della Campania e quello femminile dalla Lombardia che bissa il successo del 2008. Il  Trentino invece si è aggiudicato per la prima volta il torneo maschile di beach volley,mentre quello femminile è andato all'Emilia-Romagna.